# 孫濬
孫濬（1522年—？），字宗禹，號两山，直隸寧國府宣城縣人，軍籍，明朝政治人物。

## 生平
嘉靖二十八年（1549年）己酉科應天府鄉試第七名舉人。嘉靖二十九年（1550年）中式庚戌科會試第八十五名，三甲第三十四名進士。初授江西永丰县知县，三十三年（1554年）五月选授吏科给事中，三十五年三月考察，以浮躁降调，謫孝感县丞。三十七年升任泉州府推官，历官平阳府知府，建学興士，祀平阳名宦。著《彤庭》、《籌邊》、《税棠》诸集。

## 家族
曾祖孫伯凱；祖父孫綸；父孫相，母徐氏。具庆下。兄淮、漢、潮。弟浲。兄孫潮，字宗信，領乡荐，知济源县。